# Heilig Hartbeeld (Schaijk)
Het Heilig Hartbeeld is een standbeeld in de Nederlandse plaats Schaijk, in de provincie Noord-Brabant.

## Achtergrond
Het Heilig Hartbeeld werd geplaatst in 1925 ter gelegenheid van het 40-jarig jubileum van Carolus Josephus Wilhelmus van Winkel (1843-1927) als pastoor in Schaijk. Het beeld stond aanvankelijk op het kruispunt van de Pastoor van Winkelstraat en de Runstraat. Na een ernstige aanrijding in mei 1956, waarbij een auto tegen de ijzeren afrastering rond het beeld werd gedrukt door een vrachtwagen, werd besloten het beeld te verplaatsen. Het kreeg een plaats op het plein naast de Antonius Abtkerk.

## Beschrijving
Het beeld is een stenen Christusfiguur, gekleed in een gedrapeerd gewaad. Met zijn linkerhand wijst hij naar het Heilig Hart op zijn borst, de rechterhand is zegenend opgeheven. Het beeld staat op een eenvoudige sokkel.